# 多利安·范萊索貝瑞赫
多利安·范萊索貝瑞赫（Dorian van Rijsselberghe，1988年11月24日—），是一名出生於荷蘭甸堡的帆船運動員，曾經在奧運會上獲得2面金牌。身高190公分。但他在2020世界賽上輸給隊友基兰·巴德卢，無緣第三次奧運。

## 參賽紀錄
| 年份 | 賽事           | 主辦城市   | 名次 | 項目   |
| ---- | -------------- | ---------- | ---- | ------ |
| 2012 | 奧林匹克運動會 | 倫敦       | 金牌 | 風浪板 |
| 2016 | 奧林匹克運動會 | 里约热内卢 | 金牌 | 風浪板 |